# Николаева, Елена Станиславовна
Еле́на Станисла́вовна Никола́ева — советская и российская учёная, кандидат филологических наук, доцент кафедры романской филологии СПбГУ, специалист по португальскому языку и литературе, теории и практике перевода, переводчик.

## Биография
Окончила португальское отделение на филологическом факультете Санкт-Петербургского университета в 1985 году. В 1998 году защитила кандидатскую диссертацию по теме «Экзистенциальные предложения с глаголом haver в португальском языке». Заведует португальским отделением на кафедре романской филологии СПбГУ, координирует работу курсов португальского языка при университете и работу Центра по приёму экзаменов по португальскому языку как иностранному в Санкт-Петербурге.
Директор Центра португальско-бразильских исследований.